# Castro de Rei
Castro de Rei és un municipi de la província de Lugo a Galícia. Pertany a la Comarca da Terra Chá.
| 7.123 | 7.513 | 6.290 | 5.856 | 5.785 |
| Fonts: INE i IGE (Els criteris de registre censal variaren i les dades de l'INE i de l'IGE poden no coincidir.) |       |       |       |       |

## Demografia
Des del punt de vista demogràfic, tota la comarca va sofrir els flagells de l'emigració i de l'envelliment demogràfic, que també van deixar seqüeles inesborrables en les parròquies muntanyenques. No obstant això, Castro de Rei no va experimentar les oscil·lacions d'altres municipis lucenses pel que fa a les seves fluctuacions demogràfiques. Al llarg de tot el segle va mantenir la seva població entorn dels sis o set milers, amb la qual cosa la pèrdua d'efectius poblacionals no va ser tan alarmant com va ocórrer en els municipis de la muntanya de Lugo 

## Geografia
La seva altitud mitjana se situa entre els 400 i els 500 metres, encara que en la zona oriental el relleu es torna més accidentat donada la seva proximitat a les serres de l'Est, amb elevacions com els Montes dos Millares amb 620 metres i Pedras Albes amb 619 metres. Reguen les seves terres el Miño i diversos dels seus afluents. El Miño travessa el municipu i fins a ell deriven la resta dels col·lectors secundaris com són l'Azúmara, el Lea, i l'Anllo. Climatològicament, Castro de Rei presenta un clima temperat, amb abundants precipitacions en els mesos d'hivern.
Des del punt de vista paisatgístic, si alguna cosa caracteritza a tota la comarca són les seves planícies i els seus extensos aiguamolls, habitada d'aus aquàtiques i de grans comunitats d'amfibis. Associada a aquests aiguamolls apareix un paisatge en mosaic, de gran riquesa ecològica, amb amplitud de colors i varietat d'hàbitats: prades, cultius, boscos, bruguerars i jonqueres. L'organització funcional del territori obeeix a una estructura monocèntrica, amb tres focus comarcals: Vilalba, Guitiriz i Castro de Rei. Monts: Os Arroxos (493 m.), O Condado (457 m.), Aguceira (449 m.), Abroiti (478 m.) i Pedras Albes (616 m.).

## Parròquies
| - Ansemar (San Salvador) - Azúmara (San Juan) - Balmonte (San Salvador) - Bazar (San Pedro) - Bendia (San Pedro) - Castro de Rei (San Juan) - Coea (San Salvador) - Duancos (Santa María) - Duarría(Santiago) - Dumpín(Santalla) - Gobernó (San Martín) - Loentia (Santo Estevo) | - Ludrio (Santa María) - Mondriz (Santiago) - Outeiro (Santa María) - Pacios (San Salvador) - Prevesos (Santo Estevo) - Quintela (Santa María) - Ramil (Santa María) - Ribeiras de Lea (San Juan) - San Xiao de Mos (San Xiao) - Santa Comba de Orizón (Santa Comba) - Santa Locaia (San Pedro) - Triabá (San Pedro) - Viladonga (Santiago) |